# Burger Boat Company
Burger Boat Company är en amerikansk båtbyggare grundad 1863, baserad i Manitowoc, Wisconsin. 
Företaget grundades av en tysk invandrarfamilj, familjen Brauburger, som förkortade sitt namn till Burger när de kom till USA. Yngste sonen Henry var sju år när familjen kom till USA. I mitten av 1800-talet började Henry vid 24 års ålder bygga små fiskebåtar vid Lake Michigans västra strand. 1870 samarbetade de med Mr. Greene-Rand i byggandet av stora segelbåtar, ett samarbete som varade till Rands död 1885. Snart började företaget också, förutom nybyggnationer av båtar, ägna sig åt restaurering av befintliga båtar. Henry och George B. Burger sålde företaget 1902 till Manitowoc Dry Dock Company. Tio år tidigare hade dock Henrys syskonson, också med namnet Henry, grundat ett eget varv, Henry B. Burger Shipyard, på andra sidan floden och det är där som dagens Burger har vuxit fram, sedan 1915 under namnet Burger Boat Company.
Kring början av 1900-talet började Burger bygga större motorkryssare. Under första världskriget byggde de också fartyg för militären. Efter kriget övergick Burger mer åt att bygga båtar i stål istället för som tidigare i trä. Under andra världskriget byggde man åter för försvarsmakten och efter kriget fokuserade man på nöjesbåtar. I början av 1960-talet blev fokus på lyxiga motoryachter i aluminium.
1989 såldes Burger till United Shipbuilders of America och vid samma tid drabbades företaget av ekonomiska problem och i november 1990 stängdes varvet. Drygt två år senare återupptogs tillverkningen under nya ägare. 2007 började Burger tillämpa LEAN-metoder i sin produktion.